# Krioprezervacija
Krioprezervacija ili umjetno smrzavanje tkiva je ohlađivanje tkiva, organa ili cijeloga tijela do temperature ledišta vode ili ispod nje. Rabi se kod konzerviranja krvi i tkiva za transfuziju i presađivanje jer se tako sprječava oštećenje stanica.